# Sodana
Sodana is een bestuurslaag in het regentschap West-Soemba van de provincie Oost-Nusa Tenggara, Indonesië. Sodana telt 1621 inwoners (volkstelling 2010).